# Championnat d'Azerbaïdjan de football 2000-2001
Navigation
Saison précédente Saison suivante
La saison 2000-2001 du Championnat d'Azerbaïdjan de football était la 10e édition de la première division en Azerbaïdjan. Appelée Top League, elle regroupe 11 clubs azéris regroupés en une poule unique où les équipes s'affrontent deux fois, à domicile et à l'extérieur. À la fin de la saison, les deux derniers du classement sont relégués en deuxième division et remplacés par les deux meilleurs clubs de First League.
Le FK Shamkir remporte le 2e titre de champion d'Azerbaïdjan de son histoire après avoir battu lors d'un barrage décisif pour le titre face au FK Neftchi Bakou, les deux clubs ayant terminé à égalité de points en tête du classement. Le Neftchi Bakou perd le barrage pour le titre et aussi la finale de la Coupe d'Azerbaïdjan. 
Le club du Kimyachi Sumgayit déclare forfait avant le début du championnat; le championnat se déroule donc avec 11 clubs au lieu de 12.

## Les 12 clubs participants
| - FK Neftchi Bakou - Vilyash Masall - PFK Turan Tovuz - FK Gandja - FK Qarabag Agdam - FK Shamkir | - FK Bakou - Shafa Bakou - Khazar University Bakou - Shahdag Quba - Promu de D2 - Araz Nahchivan - Promu de D2 |

## Compétition
Le barème de points servant à établir le classement se décompose ainsi :
- Victoire : 3 points
- Match nul : 1 point
- Défaite : 0 point

### Classement
| Rang | Équipe                  | Pts | J  | G  | N | P  | Bp | Bc | Diff |
| ---- | ----------------------- | --- | -- | -- | - | -- | -- | -- | ---- |
| 1    | FK Shamkir T            | 51  | 20 | 16 | 3 | 1  | 60 | 14 | +46  |
| 1    | FK Neftchi Bakou        | 51  | 20 | 16 | 3 | 1  | 57 | 11 | +46  |
| 3    | FK Vilash Masalli       | 38  | 20 | 11 | 5 | 4  | 24 | 11 | +13  |
| 4    | Shafa Bakou C           | 31  | 20 | 10 | 1 | 9  | 27 | 26 | +1   |
| 5    | PFK Turan Tovuz         | 30  | 20 | 9  | 3 | 8  | 42 | 28 | +14  |
| 6    | FK Bakou                | 29  | 20 | 9  | 2 | 9  | 30 | 29 | +1   |
| 7    | Khazar University Bakou | 29  | 20 | 9  | 2 | 9  | 26 | 38 | -12  |
| 8    | FK Gandja               | 25  | 20 | 8  | 1 | 11 | 34 | 29 | +5   |
| 9    | FK Qarabag Agdam        | 19  | 20 | 5  | 4 | 11 | 19 | 34 | -15  |
| 10   | Araz Nakhitchevan P     | 12  | 20 | 3  | 3 | 14 | 14 | 55 | -41  |
| 11   | Shahdag Quba P          | 1   | 20 | 0  | 1 | 19 | 5  | 63 | -58  |

|  | Qualification pour la Ligue des champions 2001-2002                                  |
|  | Qualification pour la Coupe UEFA 2001-2002                                           |
|  | Qualification pour la Coupe Intertoto 2001                                           |
|  | Relégation en deuxième division                                                      |
|  | T Tenant du titre C Vainqueur de la Coupe d'Azerbaïdjan P Promu de deuxième division |

### Matchs

#### Barrage pour le titre
| 15 mai 2001 | FK Shamkir       | 1 - 0 | FK Neftchi Bakou | Sumgayit |
|             | Asadov 21e (csc) |       |                  |          |

## Bilan de la saison
| Championnat d'Azerbaïdjan de football 2000-2001 |                           |
| Champion                                        | FK Shamkir (2e titre)     |
| Coupes et trophées                              |                           |
| Vainqueur de la Coupe d'Azerbaïdjan 2000-2001   | Shafa Bakou               |
| Qualifications continentales                    |                           |
| Ligue des champions 2001-2002                   | FK Shamkir                |
| Coupe UEFA 2001-2002                            | FK Neftchi Bakou          |
| Coupe UEFA 2001-2002                            | Shafa Bakou               |
| Coupe Intertoto 2001                            | FK Vilash Masalli         |
| Promotions et relégations                       |                           |
| Promus en Top League                            | MOIK Bakou                |
| Promus en Top League                            | Tefekkur University Bakou |
| Promus en Top League                            | Shahdag-Samur Qusar       |
| Relégués en First League                        | Shahdag Quba              |
| Relégués en First League                        | Araz Nakhitchevan         |